# Leptobrachella natunae
Leptobrachella natunae és una espècie de granota que viu a Indonèsia.